# Нестоїтська сільська рада
Нестої́тська сільська́ ра́да — колишня адміністративно-територіальна одиниця та орган місцевого самоврядування в Подільському районі Одеської області. Адміністративний центр — село Нестоїта.

## Загальні відомості
Нестоїтська сільська рада утворена в 1920 році.
- Територія ради: 76,1 км²
- Населення ради: 2 052 особи (станом на 2001 рік)

## Населені пункти
Сільській раді підпорядковані населені пункти:
- с. Нестоїта
- с. Нова Кульна
- с. Романівка

## Населення
Згідно з переписом УРСР 1989 року чисельність наявного населення сільської ради становила 2531 особа, з яких 1099 чоловіків та 1432 жінки.
За переписом населення України 2001 року в сільській раді мешкали 2043 особи.

### Мова
Розподіл населення за рідною мовою за даними перепису 2001 року:
| Мова       | Відсоток |
| ---------- | -------- |
| українська | 78,90 %  |
| молдовська | 18,47 %  |
| російська  | 2,49 %   |
| болгарська | 0,10 %   |
| вірменська | 0,05 %   |

## Склад ради
Рада складається з 16 депутатів та голови.
- Голова ради:
- Секретар ради: Лунгул Світлана Михайлівна

### Керівний склад попередніх скликань
| Прізвище, ім'я, по батькові | Основні відомості                                            | Дата обрання | Дата звільнення |
| --------------------------- | ------------------------------------------------------------ | ------------ | --------------- |
| Загарія Михайло Євгенович   | Сільський голова, 1961 року народження, член Партії регіонів | 26.03.2006   | 31.10.2010      |

Примітка: таблиця складена за даними сайту Верховної Ради України

### Депутати
За результатами місцевих виборів 2010 року депутатами ради стали:

#### За суб'єктами висування
| Суб'єкт висування            | Кількість обраних депутатів | %    |
| ---------------------------- | --------------------------- | ---- |
| Партія регіонів              | 13                          | 81,3 |
| Самовисування                | 2                           | 12,5 |
| Соціалістична партія України | 1                           | 6,3  |

#### За округами
| № округу                     | Прізвище, ім'я, по батькові    | Дата визнання обраним | Освіта             | Партійна приналежність             | Відомості про обраного депутата                                            |
| ---------------------------- | ------------------------------ | --------------------- | ------------------ | ---------------------------------- | -------------------------------------------------------------------------- |
| Партія регіонів              |                                |                       |                    |                                    |                                                                            |
| 1                            | Суворова Олена Михайлівна      | 01.11.2010            | вища               | член Партії регіонів               | Котовський районний центр соціальних служб для сім'ї та молоді, спеціаліст |
| 4                            | Царан Борис Андрійович         | 01.11.2010            | середня            | позапартійний                      | ТОВ «Котовське зерно», комбайнер                                           |
| 5                            | Карпенко Борис Никифорович     | 01.11.2010            | середня            | член Партії регіонів               | пенсіонер                                                                  |
| 6                            | Драчук Ганна Вікторівна        | 01.11.2010            | вища               | позапартійна                       | Нестоїтська сільська рада, землевпорядник                                  |
| 7                            | Арафтеній Михайло Євгенійович  | 01.11.2010            | середня            | позапартійний                      | ТОВ «Котовське зерно», комбайнер                                           |
| 8                            | Лунгул Світлана Михайлівна     | 01.11.2010            | вища               | позапартійна                       | Нестоїтська сільська рада, секретар                                        |
| 9                            | Балан Світлана Вікторівна      | 01.11.2010            | вища               | позапартійна                       | Нестоїтська сільська рада, головний бухгалтер                              |
| 10                           | Доброван Зінаїда Яківна        | 01.11.2010            | вища               | позапартійна                       | Нестоїтська загальноосвітня школа І-ІІІ ст., вчитель                       |
| 11                           | Гончарук Світлана Георгіївна   | 01.11.2010            | вища               | член Партії регіонів               | Нестоїтська дільнична лікарня, лікар                                       |
| 12                           | Чернега Ксенія Вікторівна      | 01.11.2010            | вища               | позапартійна                       | Нестоїтська дільнична лікарня, патронажна сестра                           |
| 13                           | Багатий Віктор Сергійович      | 01.11.2010            | вища               | позапартійний                      | центр технічної підтримки електрозв'язку № 15, електромеханік              |
| 14                           | Карпенко Людмила Кирилівна     | 01.11.2010            | середня            | член Партії регіонів               | тимчасово не працює                                                        |
| 15                           | Рибка Віктор Іванович          | 01.11.2010            | середня            | позапартійний                      | фермерське господарство «Рибка», директор                                  |
| Соціалістична партія України |                                |                       |                    |                                    |                                                                            |
| 16                           | Кирилін Геннадій Олександрович | 01.11.2010            | середня спеціальна | член Соціалістичної партії України | тимчасово не працює                                                        |
| Самовисування                |                                |                       |                    |                                    |                                                                            |
| 2                            | Лунгул Тетяна Григорівна       | 01.11.2010            | вища               | позапартійна                       | відділення поштового зв'язку с. Нестоїта, завідувачка                      |
| 3                            | Консул Лідія Іванівна          | 01.11.2010            | вища               | позапартійна                       | Нестоїтська загальноосвітня школа І-ІІІ ст., вчитель                       |